# Șîșkîne, Sakî
Șîșkîne (în ucraineană Шишкине) este un sat în comuna Vorobiove din raionul Sakî, Republica Autonomă Crimeea, Ucraina.

## Demografie
Componența lingvistică a localității Șîșkîne
     Rusă (37,69%)
     Ucraineană (35,98%)
     Tătară crimeeană (22,92%)
     Alte limbi (1,33%)
Conform recensământului din 2001, nu exista o limbă vorbită de majoritatea populației, aceasta fiind compusă din vorbitori de rusă (37,69%), ucraineană (35,98%) și tătară crimeeană (22,92%).